# Martinskirche (Buchenau)

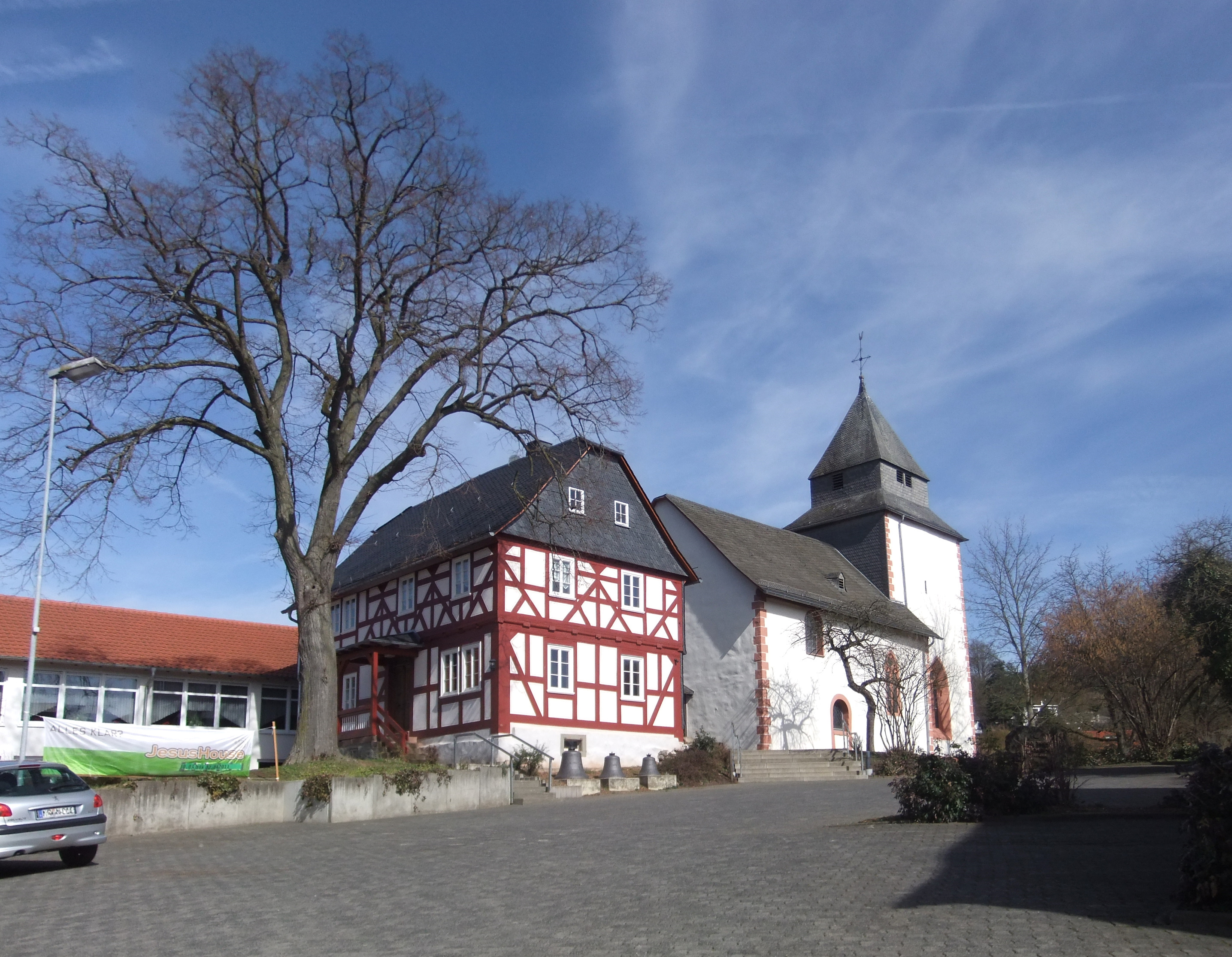
Die Martinskirche mit Altem Pfarrhaus aus dem 18. Jahrhundert

Die Evangelische Kirche Buchenau, auch Martinskirche genannt, ist eine mittelalterliche Chorturmkirche in Buchenau im Hessischen Hinterland. Die Kirche ist teilweise über 750 Jahre alt. Nach mündlichen Überlieferungen soll ein Stein im Chor der Kirche die Jahreszahl 1090 aufweisen, was aber bisher nicht nachgewiesen werden konnte.

## Lage und Umfeld

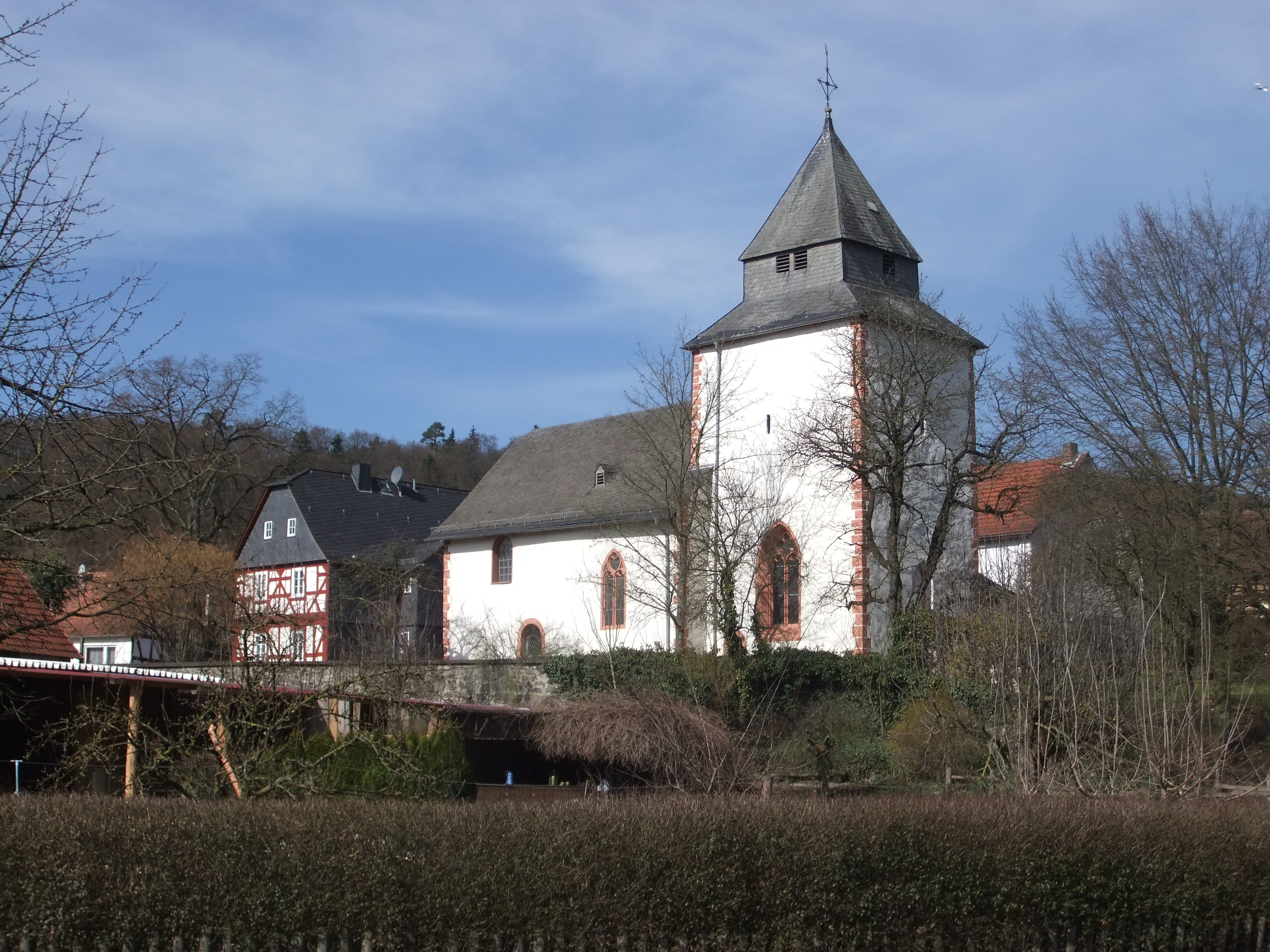
Ansicht von Südosten

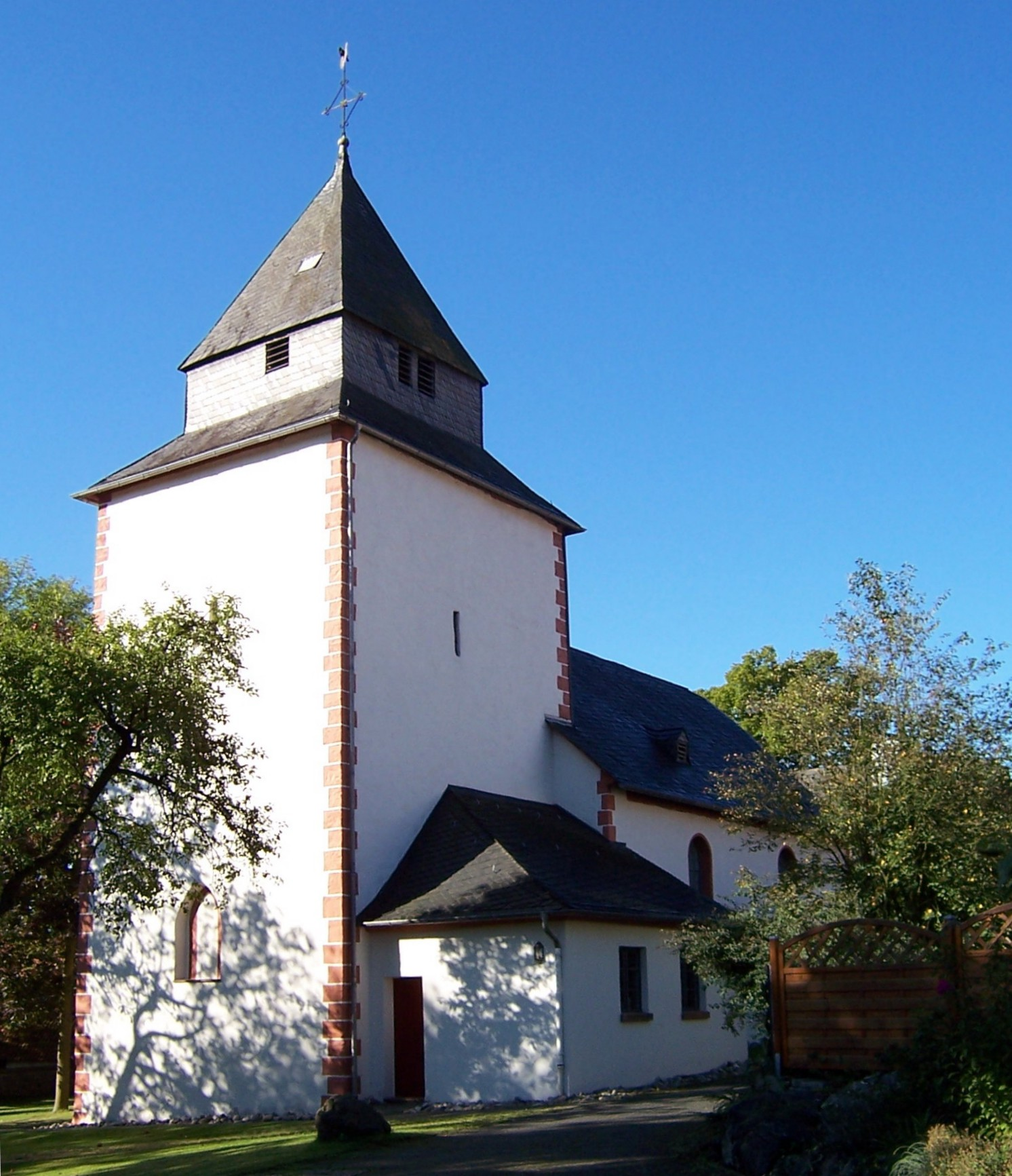
Ansicht von Nordosten

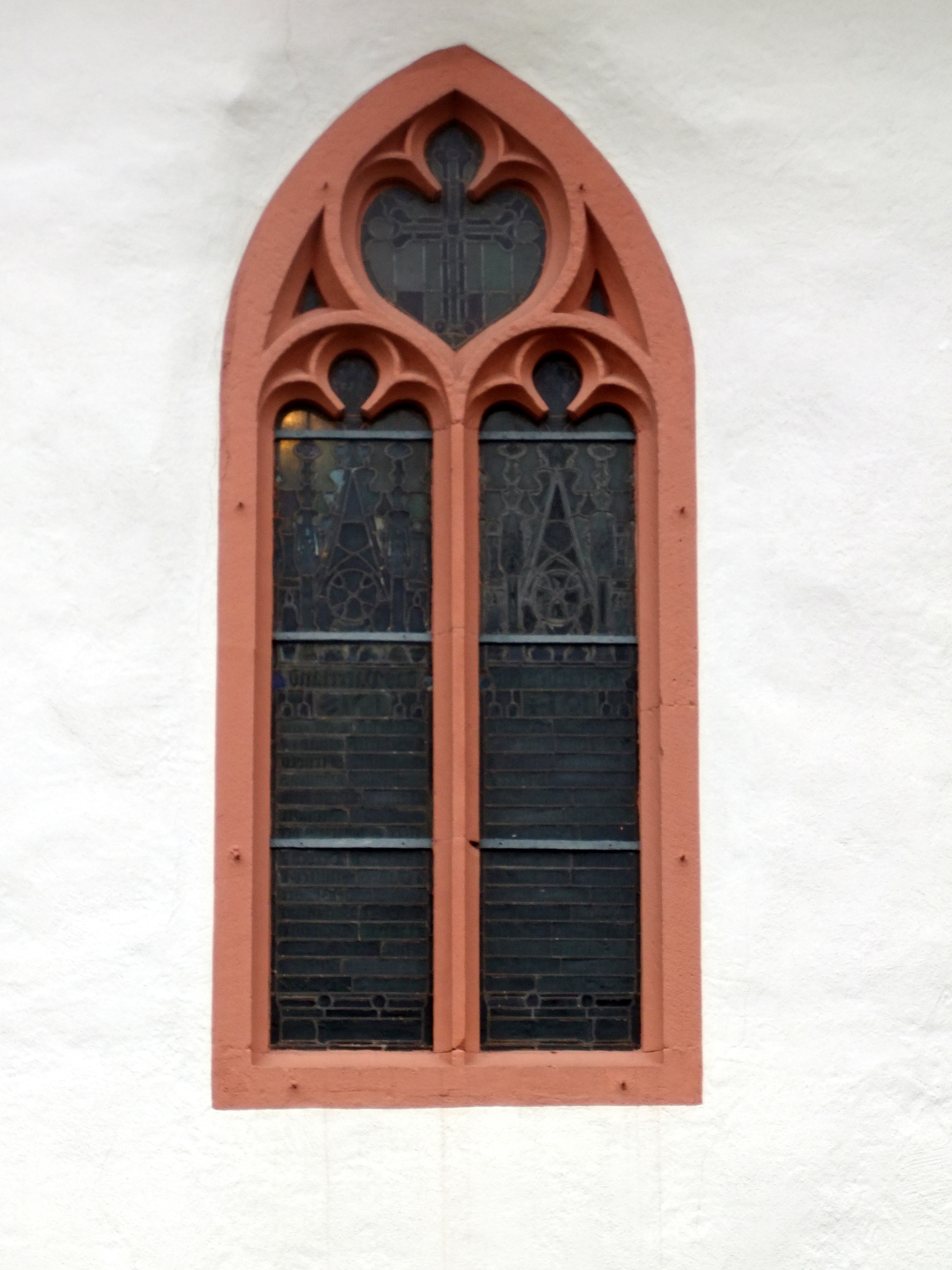
Spitzbogen-Maßwerkfenster im Kirchenschiff mit zwei Nonnenköpfen und einem Schneuß

- Plateau, randlich zum alten Ortskern
- etwa 10 Grad Abweichung von der Ostung nach Norden

## Baugeschichte
Indirekt erwähnt wird die Kirche erstmals mit der Nennung des Plebans Eckhard von Hohenfels im Jahr 1265. Mutterkirche war bis in das 15. Jahrhundert die Martinskirche in Dautphe. Seither bildet Buchenau gemeinsam mit dem Filial Elmshausen einen eigenen Pfarrbezirk.
Die Kirche ist mit dem Patrozinium der Ursula von Köln belegt. Der Chorturm mit dem Kreuzgratgewölbe aus dem vermutlich 10. bis 13. Jahrhundert ist dem heiligen Pamphilos von Caesarea geweiht und enthält an der Südseite ein Maßwerkfenster.

## Ausstattung
Das spätgotische Schiff hat an der nördlichen und westlichen Seite eine zweiseitige Empore, deren Brüstungen Darstellungen der zwölf Apostel enthalten. Auch das Kruzifix im Altarraum ist spätgotisch. An der Süd- und Nordwand hängt je ein Bild von Philipp dem Großmütigen und Martin Luther. Zwischen Gestühl und Chorturm wiederum an der Süd- und Nordwand stehen fünf Grabsteine der ehemaligen Patronatsherren von Döring an den Seitenwänden.

### Orgel
Die Firma Raßmann aus Möttau, die 1896 an August Hardt verkauft wurde, baute im Jahr 1898 die heutige Altarorgel, die die barocke Vorgängerorgel ersetzte. Das Werk verfügt über acht Register und wird äußerlich durch den dreiachsigen Prospekt im neugotischen Stil geprägt. Im Jahre 2000 führte Orgelbau Mebold aus Siegen eine Generalinspektion durch. In diesem Zuge wurde das elektrische Gebläse in den Nebenraum verlegt und mit einem neuen Windkanal verbunden. Daneben besteht die Möglichkeit, die Luftzufuhr über einen Kalkanten zu erzeugen. Das Instrument ist original erhalten und weist folgende Disposition auf:
| Manual C–f3        |       |
| Principal          | 8′    |
| Gedackt            | 8′    |
| Salicional         | 8′    |
| Octave             | 4′    |
| Flöte              | 4′    |
| Cornett II–III B/D | 2 ⁄3′ |

| Pedal C–d3 |     |
| Subbass    | 16′ |
| Violonbass | 8′  |

- Koppel: I/P

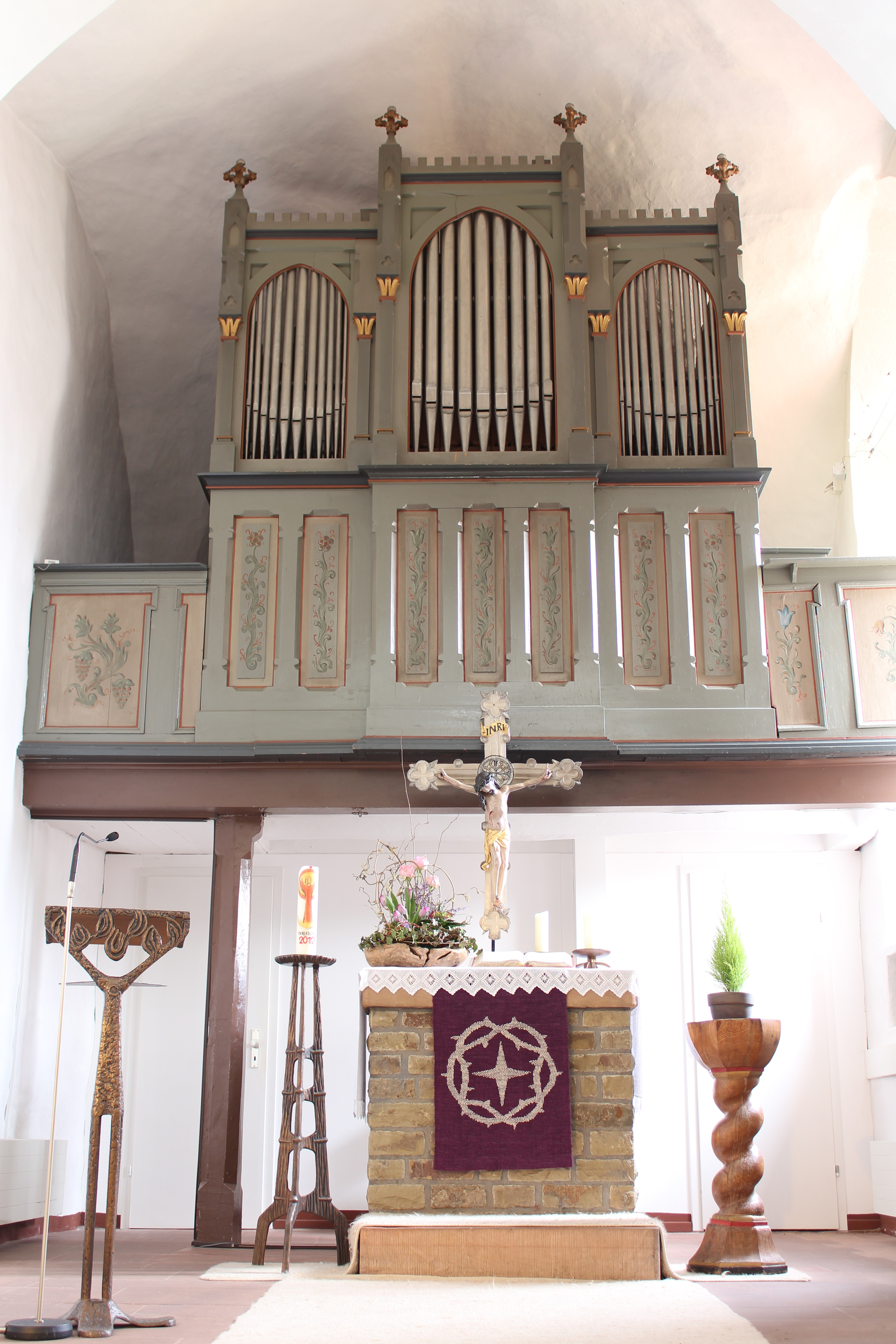
Orgel in der Martinskirche

- Spielhilfen: 2 feste Kombinationen als Fußtritte (Forte und Tutti)

### Kanzel
Die hölzerne Kanzel stammt aus dem Jahre 1660 und wurde um 2000 in das Langhaus verlegt, um die Sicht auf den Altar zu verbessern. Bestandteile der Kanzel sind der mit einem Lesepult versehene Kanzel-Korpus mit polygonalem Grundriss, der auf einem gedrehten hölzernen Fuß ruht und zu dem im Kircheninnern eine Treppe hinaufführt, und der ebenfalls dekorativ gestaltete Schalldeckel.

### Glocken
Die drei Bronzeglocken, die im Chorturm vorhanden sind, wurden 1984 eingebaut und ersetzten die vorherigen Stahlglocken.

#### Glockendenkmal

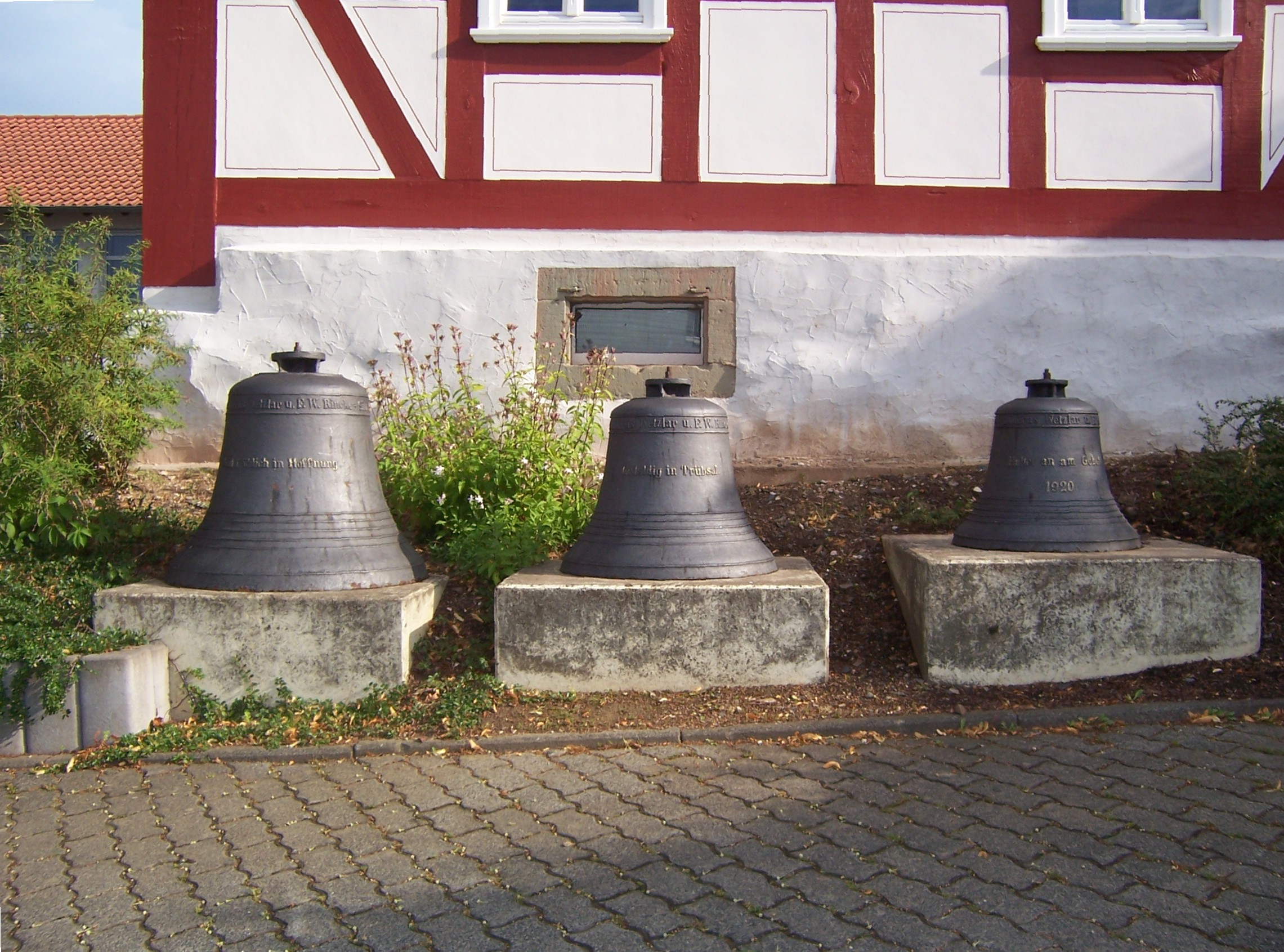
Glockendenkmal vor dem alten Pfarrhaus

Die von Buderus Wetzlar und der Glocken- und Kunstgießerei Rincker hergestellten Stahlglocken, die anstelle der abgegebenen Bronzeglocken nach dem Ersten Weltkrieg 1920 eingebaut wurden, wurden 1984 wiederum durch bronzene Glocken ersetzt und vor dem alten Pfarrhaus zum Andenken aufgereiht. Neben den Herstellernamen („Buderus Wetzlar u. F. W. Rincker Sinn“) an der Schulter, finden sich – angefangen bei der großen hin zur kleinen Glocke – jeweils auf der Flanke folgende Inschriften „Seid fröhlich in Hoffnung“, „Geduldig in Trübsal“, „Haltet an am Gebet - 1920“. Die Inschrift stellt ein Bibelzitat aus dem Römerbrief dar (Römer 12,12).

### Grabmäler
In der Kirche stehen an den Längsseiten des Kirchenschiffs fünf Grabsteine der adligen Familie Döring zu Elmshausen.

## Alte Pfarrhaus
Das alte Pfarrhaus vor dem Eingang der Kirche wurde um 1745/46 erbaut, nachdem der Vorgängerbau bei einem Brand am 10. April 1745 vollständig zerstört wurde. Das Kirchenbuch und andere Unterlagen wurden dabei ebenfalls vernichtet.